# Jaakko Pakkasvirta
Jaakko Pakkasvirta (ur. 28 listopada 1934 w Simpele, zm. 24 marca 2018 w Vantaa) – fiński reżyser i scenarzysta filmowy. 
W latach 1958–2000 wyreżyserował ponad 30 filmów. Jego film "Dom na Boże Narodzenie" z 1975 r. ukazał się na 9. Moskiewskim Międzynarodowym Festiwalu Filmowym. Jego film "Poeta i Muza" z 1978 r. ukazał się na 11. Moskiewskim Międzynarodowym Festiwalu Filmowym.

## Filmografia (wybór)
- 1962: Yö vai päivä
- 1964: X-paroni
- 1970: Kesäkapina
- 1972: Niilon oppivuodet (Lekcje Nilu)
- 1975: Jouluksi kotiin (Dom na Boże Narodzenie)
- 1978: Runoilija ja muusa (Poeta i muza)
- 1981: Pedon merkki (Znak bestii)
- 1982: Ulvova mylläri
- 1986: Linna (Zamek)